# Carlos Humberto Rojas Mosquero
Carlos Humberto Rojas Mosquero (Cambridge, Inglaterra, 18 de abril de 2002), más conocido como Carlos Rojas, es un futbolista española con nacionalidad colombiana que juega como extremo derecho en el Real Murcia C. F. de la Primera División RFEF, cedido por la UD Almería.

## Trayectoria
Nacido en Cuenca, de padres colombianos, es un jugador formado en la EMF Cuenca y muy joven fichó por el Levante UD, donde jugó hasta 2018, cuando se incorporó a los juveniles del Atlético de Madrid.
En la temporada 2020-21, llegó a jugar en el filial e incluso hizo la pretemporada con el primer equipo a las órdenes de Cholo Simeone. En octubre de 2020, prolonga su contrato hasta 2024.
El 31 de agosto de 2021, firmó por la UD Almería para jugar en su filial en Tercera Federación.
En la temporada 2023-24, es cedido al Real Murcia C. F. de la Primera División RFEF, con el que disputó 21 encuentros, 10 de ellos como titular, pese a perderse gran parte de la temporada por una lesión en la rodilla.
El 1 de agosto de 2024, vuelve a ser cedido al Real Murcia C. F. de la Primera División RFEF.

### Internacional
El 16 de febrero de 2021, sería convocado con la Selección de fútbol sub-19 de España, para formar parte de un stage que realizará el combinado nacional del 22 al 25 de febrero de 2021 en Marbella.

## Clubes
| Club                    | País   | Periodo         | Partidos (goles) |
| ----------------------- | ------ | --------------- | ---------------- |
| Atlético de Madrid B    | España | 2019-2021       | 3 (0)            |
| UD Almería B            | España | 2021-actualidad | 0 (0)            |
| Real Murcia CF (cedido) | España | 2023-actualidad | 27 (2)           |